# Мартін Шлафф
Мартін Шлафф (Martin Schlaff) (нар. 6 серпня 1953, Відень, Окупація Австрії союзниками) — австрійський підприємець єврейського походження, головний акціонер RHI Magnesita. На 2023 рік — один із найбагатших людей Австрії, його статки оцінюють від 2,8 до 3,2 млрд євро.
Народився у Відні в сім'ї підприємця. Навчався у Віденському університеті економіки та бізнесу, 1975 року здобув диплом магістра.

## Перші бізнес-проєкти
1976 року, завдяки дружині, отримав частку у віденському товаристві Robert Placzek, яке 1987 року перетворено на акціонерне товариство, і обійняв посаду молодшого менеджера. Фірма займалася торгівлею лісом та папером із країнами Східної Європи, переважно з НДР, Угорщиною, Чехословаччиною та Польщею. Поступово почав розширювати бізнес, пропонуючи нові види товарів, зокрема текстиль та обчислювальну техніку. При цьому він знаходив способи обійти ембарго, накладене Заходом на держави Варшавського договору.
Після падіння Залізної завіси зміг перебудувати бізнес, привівши його у відповідність до нових реалій. 1997 року відкрив у Єрихоні казино, частина доходів від якого надходила владі Палестинської автономії. Підприємство процвітало завдяки приїжджим із Ізраїлю, де гральні заклади заборонено. Але 2000 року, під час Другої інтифади, казино закрилося.
2001 року за 800 млн євро купив у Михайла Черно́го Mobiltel — оператора стільникового зв'язку Болгарії, і за кілька років продав цю компанію вдвічі дорожче. Те саме, але з меншим прибутком, він зробив зі Serbian Mobtel.
2007 року вийшов із компанії Robert Placzek Aktiengesellschaft, в якій працював понад 30 років.
2010 року заснував у Ліхтенштейні Sigma Bank.

## RHI Magnesita
2006 року Шлафф через свою фірму MS Private Foundation придбав близько 6 % акцій RHI AG (Radex-Heraklith Industriebeteiligungs AG) — підприємства з видобутку та переробки магнезитів. До вересня наступного року його пакет становив уже 26,47 %.
2017 року відбулося злиття RHI AG з його головним конкурентом Brazilian Magnesita. Об'єднана компанія отримала назву RHI Magnesita. Штабквартира залишилася у Відні, але фірма залишила Віденську фондову біржу та зареєструвалася на Лондонській біржі, а також увійшла до складу фондового індексу FTSE 250 Index.

## Участь у резонансних справах
Завдяки особистому знайомству з провідними політиками багатьох країн він у низці випадків відіграв вирішальну роль у владнанні міжнародних конфліктів:
- 2003 року завдяки зв'язкам з Арієлем Шароном допоміг нормалізувати відносини Австрії з Ізраїлем. Ізраїльський посол, відкликаний 2000 року, повернувся до Відня.
- 2007 року за його посередництва звільнено 5 болгарських медсестер, засуджених у Лівії до смерті за звинуваченням у навмисному зараженні дітей вірусом.
- 2010 року добився звільнення з лівійської в'язниці Рафаеля Хаддада, єврея, звинуваченого в шпигунстві на користь Ізраїлю.

Також відомий як благодійник та колекціонер. Зібрав колекцію антисемітських артефактів (близько 5000 об'єктів) та подарував її 1993 року Єврейському музею у Відні.

## Сім'я
Шлафф був одружений тричі:
- перша дружина — Сьюзі Візель, дочка Фрідріха Візеля, власника компанії Robert Placzek, у якій завдяки їй Шлафф отримав частку, мають трьох дітей.
- друга дружина — Андреа, у них двоє дітей. Пара розлучилася 2008 року, Шлафф виплатив «відступні» у розмірі 200 мільйонів євро.
- третя дружина — Барбара Кеніг. Пара одружилася 2009 року, є спільна дитина.